# Теорія Чорноморського потопу

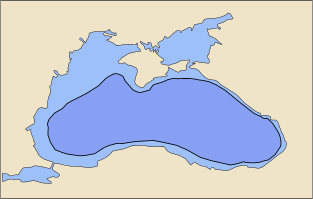
Чорне море сьогодні (блакитним) й 5600 р. до н. е. (синім) згідно з гіпотезою Раяна і Пітмана

Чорномо́рський пото́п — гіпотетична доісторична повінь, яка сталася під час швидкого заповнення басейну Чорного моря близько 5600 до н. е. Гіпотеза оголошена друком в «Нью-Йорк таймс» у грудні 1996 року.

## Гіпотеза швидкого затоплення 5 600 до н.е.
1998 року Вільям Раян і Волтер Пітман, геологи з Колумбійського університету, опублікували дані про величезну повінь через Босфор, що сталася близько 5600 до н. е. Танення останнього льодовика перетворило Чорне і Каспійське моря у великі прісноводні озера, тоді як рівень моря у всьому світі залишався низьким. Зайва прісна вода цих озер була скинута в Егейське море. Оскільки льодовик відступив, стік річок в Чорне море скоротився і річки, прямуючи від льодовика, знайшли нове місце скиду води в Північне море до 5600 р. до н. е., а рівень світового океану піднявся, і, за баченням Раяна Пітмана, піднявся рівень Середземного моря, яке зруйнувало скелястий поріг через Босфор. Після закінчення повені виявились затопленими 155 000 км² і значно розширилось Чорноморське узбережжя на півночі і заході регіону. Раян і Пітман писали:
Щодня водоспад скидав 42 км³, у 200 раз більше від того, чим є на сьогодення Ніагарський водоспад. <…> Босфорський водоспад діяв якнайменш 300 днів.
Незалежно від дослідження Раяна і Пітмена, болгарський геолог Петко Димитров, професор Інституту океанології БАН в Варні (Почесний член Національна академія наук України), висунув ідею чорноморського потопу ще в 1979 році . Згодом П. С. Димитров співпрацював з Раяном і Пітменом,  (Проект «Проект «Стародавні берегові лінії Чорного моря і умови людської присутності» — ДО 02-337, Болгарський науковий фонд).
Аналіз відкладень у Чорному морі, здійснений 2004 року пан'європейським проєктом (Assemblage – Noah Project) підтвердив гіпотезу Пітмана і Раяна. Розрахунки, зроблені Марком Сидаллом, котрий передбачив підводний каньйон, також були підтверджені.
Досліджували:
- Радіовуглецеве датування
- Залишки флори, фауни, мул
- Співвідношення ізотопів кисню 18O/16O

## Критика
Цій гіпотезі протистоять дані, зібрані українськими і російськими вченими — наприклад, дослідження Валентини Янко-Гомбах, професора геології Одеського державного університету, Україна. Її висновки передують друку гіпотези. Янко-Гомбах стверджує, що потік води через протоку Босфор багато разів змінював напрямок протягом геологічного часу, залежно від відносного рівня води в Егейському і Чорному морях. Це є протиріччям до запропонованої катастрофічної руйнації Босфорського порогу, на якому Раян і Пітман будують свої гіпотези. Крім того, рівень води за розрахунками Янко-Гомбач відрізняються на порядок від даних, запропонованих Раяном і Пітманом. 
Згідно з доповіддю в журналі New Scientist від 4 травня 2002 року, дослідники виявили підводну дельту на південь від Босфору. Це є ще одним доказом сильного притоку прісної води з Чорного моря в 8-му тисячолітті до н. е.
Гіпотеза залишається предметом активних дискусій між археологами.

## Гіпотезапоступовогозатоплення басейну Чорного моря з 7400 до н. е.
Гіпотезу запропонував О.Кандакії, він досліджував мул на залишки флори і фауни, а саме:
- Співвідношення ізотопів кисню 18O/16O
- Співвідношення ізотопів стронцію 86Sr/87Sr/88 Sr
- Співвідношення мас кальцію та стронцію в карбонаті кальцію мулу.
- Вивчення глинястих мінералів іліт і каолін

Вплив на ці співвідношення температури і солоності води.
Було досліджено кернуванням гирло річки Сакар'ї на півночі Анатолії, яке показало кількісну присутність солестійких організмів в 7400 до н. е. і їх наближення до сучасного гирла і збільшення кількості у 7000 до н. е, що підтверджує збільшення рівня Чорного моря після возз'єднання з Середземним морем.
В березні 2011 року в журналі Nature Geoscience було опубліковано результати досліджень ізотопного складу сталагмітів з печери Софулар, що містилася на відстані 10 км на південь від Чорного моря в Туреччині. Один із авторів цих досліджень Домінік Флайтман (Dominik Fleitmann), аналізуючи отримані результати щодо останнього затоплення Чорного моря (близько 7000 р. тому), повідомив, що, на його думку, зміна рівня води відбувалася досить повільно і ознак катастрофічно швидкого затоплення не було виявлено.

## Інші повені
При таненні льодовика рівень світового океану збільшувався, але різною мірою в різних басейнах. Так, рівень Егейського моря, що не мало суходільного порогу зі світовим океаном, підіймався повільно. Проте, за деякими гіпотезами, суходільний поріг був у низов'ях Тигру та Євфрату, де тепер міститься Ормузька протока. Під час затоплення утворилася Перська затока та протока Баб-ель-Мандеб, що була бар'єром для Червоного моря — в цьому випадку рівень підіймався катастрофічно швидко.

## Виноски
1. ↑  www.ncdc.noaa.gov "Climate History: Exploring Climate Events and Human Development". Архів оригіналу за 2 жовтня 2010. Процитовано 7 лютого 2009.
2. ↑  Димитров, П. 1979. Формирование осадков периферической области шельфа западной части Чёрного моря в четвертичное время [Архівовано 8 червня 2021 у Wayback Machine.]. Автореф. канд. диссертация, Москва, Институт океанологии имени П. П. Ширшова Російська академія наук, 22 с.
3. ↑  Димитров, П. 1982. Радиоуглеродное датирование донных осадков болгарского черноморского шельфа. Океанология, 9, С., 45—53. (Резюме-Рус.)
4. ↑  Димитров, П., Д. Димитров. Чёрное море, Потоп и древние мифы. Варна, 2008 [Архівовано 17 серпня 2017 у Wayback Machine.]
5. ↑  Ryan William B. F., Walter C. Pitman, Candace O. Major, Kazimieras Shimkus, Vladamir Moskalenko, Glenn A. Jones, Petko Dimitrov, Naci Gorür, Mehmet Sakinç, Hüseyin Yüce. 1997. An abrupt drowning of the Black Sea shelf. 1997. Marine Geology, Volume 138, Issues 1–2, 1997, Pages 119–126, ISSN 0025–3227
6. ↑  Yanchilina, Anastasia G.; Ryan, William B. F.; McManus, Jerry F.; Dimitrov, Petko; Dimitrov, Dimitar; Slavova, Krasimira; Filipova-Marinova, Mariana (2017-01-01). «Compilation of geophysical, geochronological, and geochemical evidence indicates a rapid Mediterranean-derived submergence of the Black Sea’s shelf and subsequent substantial salinification in the early Holocene [Архівовано 8 червня 2021 у Wayback Machine.]». Marine Geology. 383: 14-34. doi:10.1016/j.margeo.2016.11.001
7. ↑  www.climate.unibe.ch "12.8 News Feat Flood AM" (PDF). Архів оригіналу (PDF) за 6 березня 2009. Процитовано 6 березня 2009. [Архівовано 2009-03-06 у Wayback Machine.]
8. ↑  molluskschelpen, 
Ostracoda, Dreissena, Gastropoda en Dinocysten[en]
9. ↑  Bijv. de schelpen van zoet- en zoutwatermollusken hebben een andere isotopenverhouding
10. ↑  Er zijn aanwijzingen dat het vollopen van de Zwarte Zee abrupt is begonnen en redelijk snel is verlopen. Ook het overal tegelijkertijd verschijnen van de zout-tolerante fauna suggereert dat de stijging van de Zwarte Zee veroorzaakt werd door de reconnectie.
11. ↑  Pleistocene water intrusions from the Mediterranean and Caspian seas into the Black Sea. Архів оригіналу за 22 березня 2011. Процитовано 18 березня 2011.
12. ↑  Cave formations record Black Sea deluges. Архів оригіналу за 21 березня 2011. Процитовано 18 березня 2011. [Архівовано 2011-03-21 у Wayback Machine.]